# Mariensäule (Lehenbühl)

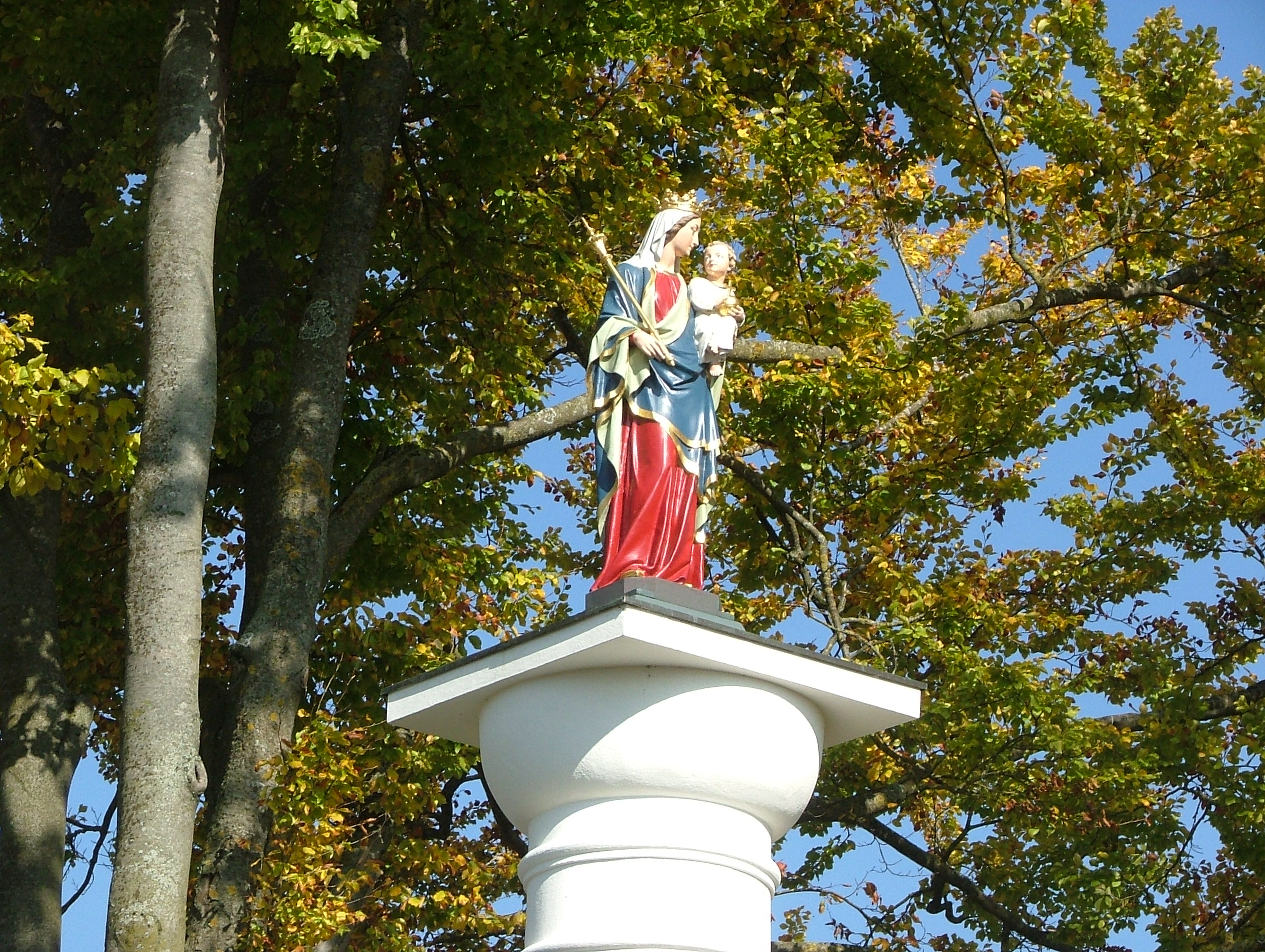
Mariensäule in Lehenbühl

Die Mariensäule in Lehenbühl, einem Gemeindeteil der Gemeinde Legau im Landkreis Unterallgäu (Bayern) wurde 1632 gestiftet und 1839 erneuert. Sie steht unmittelbar an der Straße zwischen Legau und Lehenbühl in Richtung der Wallfahrtskirche Maria Schnee. Die toskanische Säule ruht auf einem quaderförmigen Sockel. Die Mariensäule steht unter Denkmalschutz.